# London Bridge (metrostation)
London Bridge is een station van de metro van Londen dat wordt bediend door de Northern Line en de Jubilee Line. Het ligt onder het gelijknamige spoorwegstation.

## Geschiedenis

### City & South London Railway
Op 18 december 1890 begon de reizigersdienst op de City & South London Railway (C&SLR) tussen King William Street in de binnenstad en Stockwell in de wijken ten zuiden van de Theems. Deze lijn was de eerste diepgelegen geboorde tunnel (tube) met elektrische tractie ter wereld. De tunnelbuizen liepen onder Borough High Street en bogen ter hoogte van Soutwark Cathedral af om bij Swan Lane de noordoever te bereiken. Bij Borough was al rekening gehouden met een aftakking naar London Bridge maar de oorspronkelijke lijn kreeg geen perrons bij London Bridge. De toestemming voor de verlenging, waaronder metrostation London Bridge, kwam pas in 1893. De steile toeritten van King William Street waren aanleiding om de lijn niet vanaf King William Street maar vanaf London Bridge naar het noorden te verlengen. Zoals destijds gebruikelijk werden liften gebruikt om reizigers tussen de stationshal en de perrons te vervoeren. Het stationsgebouw werd ruim 100 meter ten westen van het spoorwegstation gebouwd op de hoek van London Bridge Street en Guildable Manor Street, de nieuwe tunnels met perrons kwamen onder die van en naar King William Street te liggen. De lift kwam beneden uit bij gescheiden loopbruggen voor vertrekkers en uitstappers die met vaste trappen met de perrons waren verbonden. Als bijzonderheid rijden de metro's op de Northern Line op dit deel rechts in plaats van links. Op 25 februari 1900 was de verlenging naar Moorgate gereed en een dag later konden de reizigers bij London Bridge de metro nemen. Vanaf Borough naar het noorden wordt sindsdien via Londen Bridge in plaats van naar King William Street gereden.

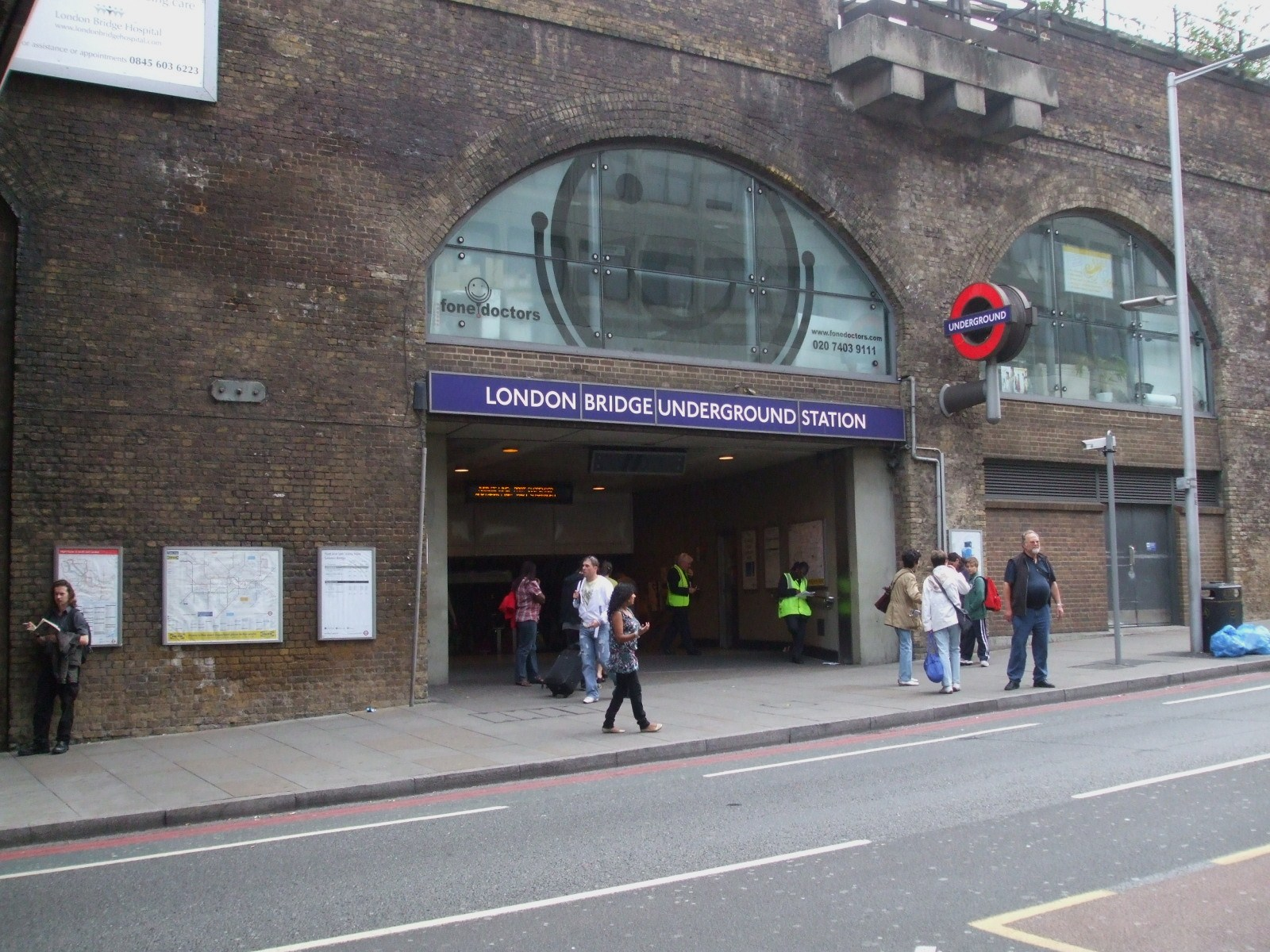
De ingang uit 1967 onder de spoorlijn
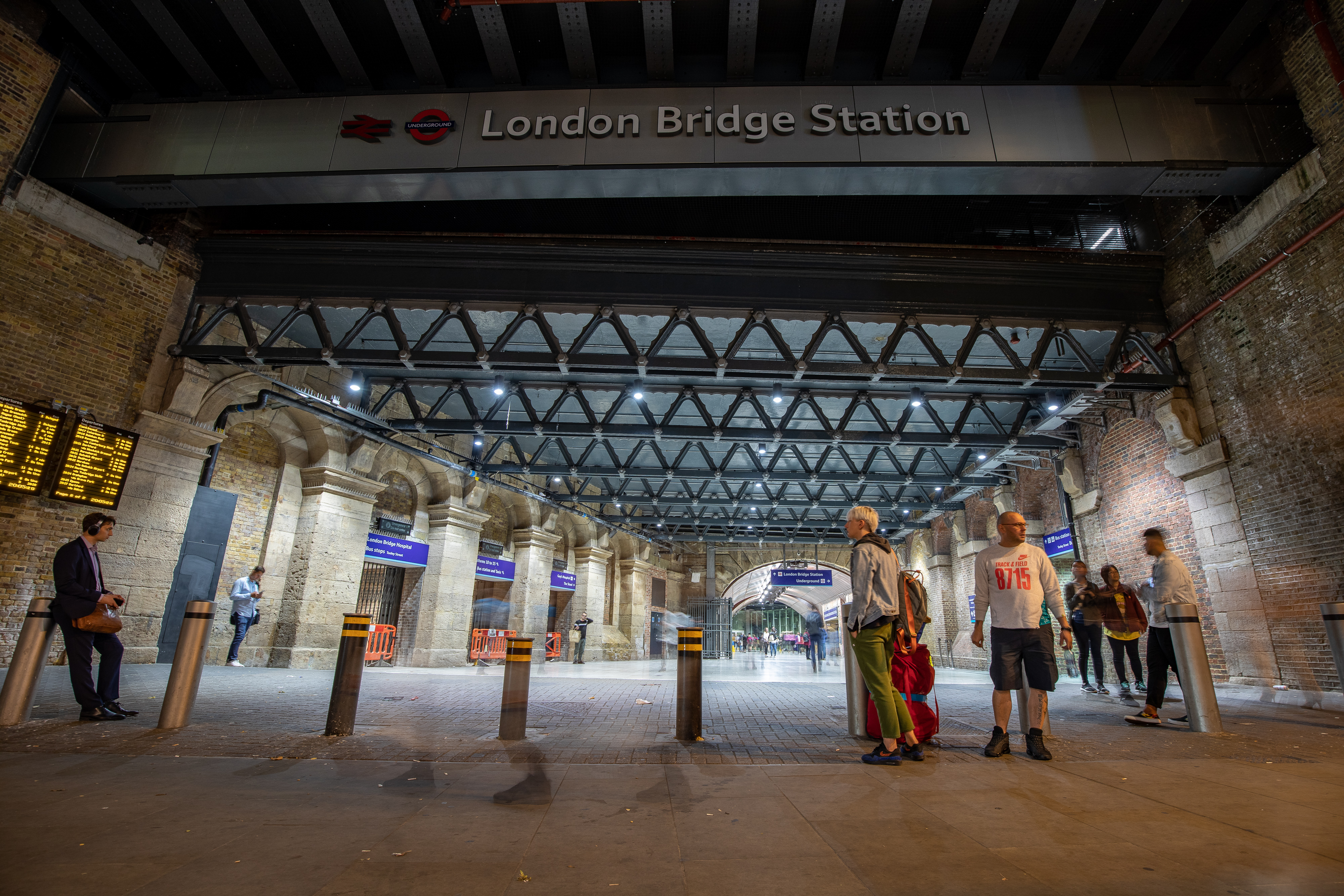
Joiner Street gezien uit het noorden
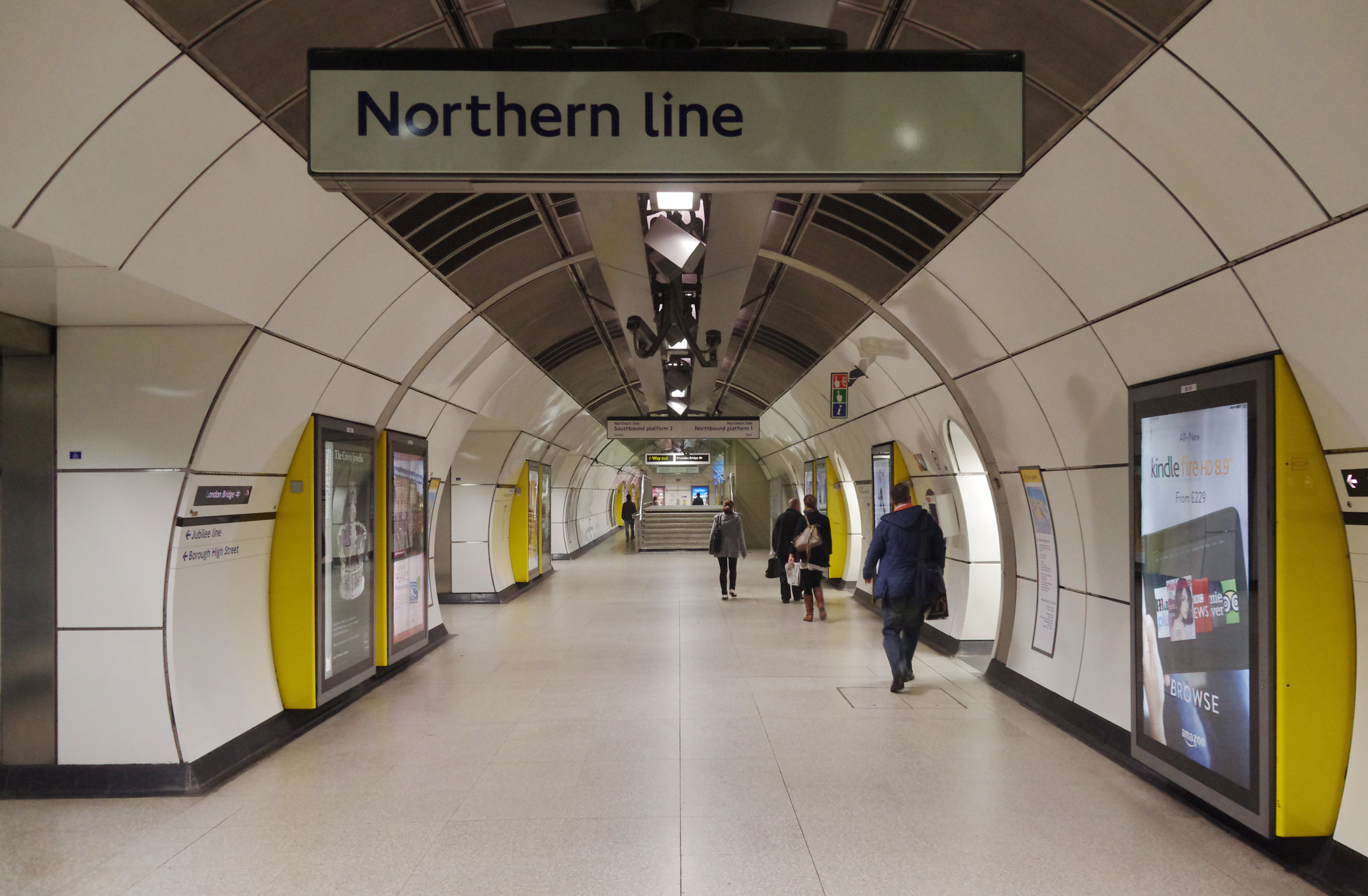
De verdeelhal van de Northern Line gezien uit het zuiden

### Northern Line
In 1913 werd de C&SLR gekocht door de Underground Electric Railways Company of London Limited (UERL) die op de noordelijke oever van de Theems sinds 1902 meerdere metrolijnen in geboorde tunnels (tubes) had gebouwd. De tunnels van de C&SLR kenden echter een kleine diameter en UERL wilde het dwarsprofiel van de tunnels vergroten om het standaard materieel, zoals op haar andere lijnen, te kunnen inzetten. De toestemming voor de ombouw kwam nog in 1913 maar de Eerste Wereldoorlog betekende opschorting van de ombouw. In augustus 1922 begon de ombouw tijdens het lopende bedrijf, op 27 november 1923 stortte een deel van de tunnel in zodat de lijn geblokkeerd werd. Op 28 november 1923 werd het station alsnog gesloten voor de ombouw die tot 1 december 1924 duurde. In 1933 werd het openbaar vervoer in Londen genationaliseerd in het Londen Passenger Transport Board. In 1937 werd de lijn, als verwijzing naar het Northern Heights project in het noorden van de stad, omgedoopt in Northern Line. In de Tweede Wereldoorlog werden de tunnels uit 1890 door Southwark Borough Council gebruikt als schuilkelder. De bevolking kon vanaf 24 juni 1940 tot 7 mei 1945 de schuilkelder bereiken via zes toegangen langs de Borough High Street.
Begin jaren zestig van de twintigste eeuw werd besloten om de liften te vervangen door roltrappen. Omdat roltrappen diagonaal en niet verticaal lopen moest de stationshal verplaatst worden. De gelegenheid werd aangegrepen om de nieuwe stationshal dichter bij het spoorwegstation te bouwen. In 1967 werd de nieuwe hal geopend op de hoek van Duke Street Hill en Joiner Street deels onder het spoorwegviaduct aan de westzijde van station London Bridge. De roltrappen verbonden de nieuwe stationshal met de loopbruggen onderaan de liften terwijl de reizigersstromen van en naar de perrons daar ongewijzigd bleven, de liften uit 1900 werden buiten gebruik gesteld. 

### Jubilee Line
In 1971 werd begonnen met de bouw van de Fleet Line die Bakerstreet met Thamesmead moest verbinden via een traject onder Fleet Street. Het westelijke deel zou in 1977, het ambtsjubileum van koningin Elizabeth, geopend worden wat aanleiding was om de naam te veranderen. Het eerste deel tussen Baker Street en Charing Cross werd echter pas in 1979 geopend en het deel onder Fleet Street kwam er niet. Gedurende de regering Thatcher gebeurde er niets en in 1992 werd besloten om de lijn niet onder Fleet Street maar langs de grote spoorwegstations, zoals London Bridge, ten zuiden van de Theems te leggen. De bouw begon in 1993 met een verwachtte bouwtijd van 53 maanden, geologische tegenvallers bij Westminster leidden tot vertraging en de lijn werd pas in 1999 geopend. In verband met de komst van de Jubilee Line werd het metrostation verbouwd. Zo werd voor de zuidelijke richting van de Northern Line een nieuwe perrontunnel gebouwd terwijl de bestaande werd omgebouwd tot verdeelhal voor de overstappers tussen beide lijnen. Tevens werd vanuit het midden van deze hal een rechtstreekse verbinding met de stationshal gebouwd ten behoeve van overstappers tussen trein en metro. Aan Borough High Street kwam opnieuw een ingang die met beide lijnen verbonden is.

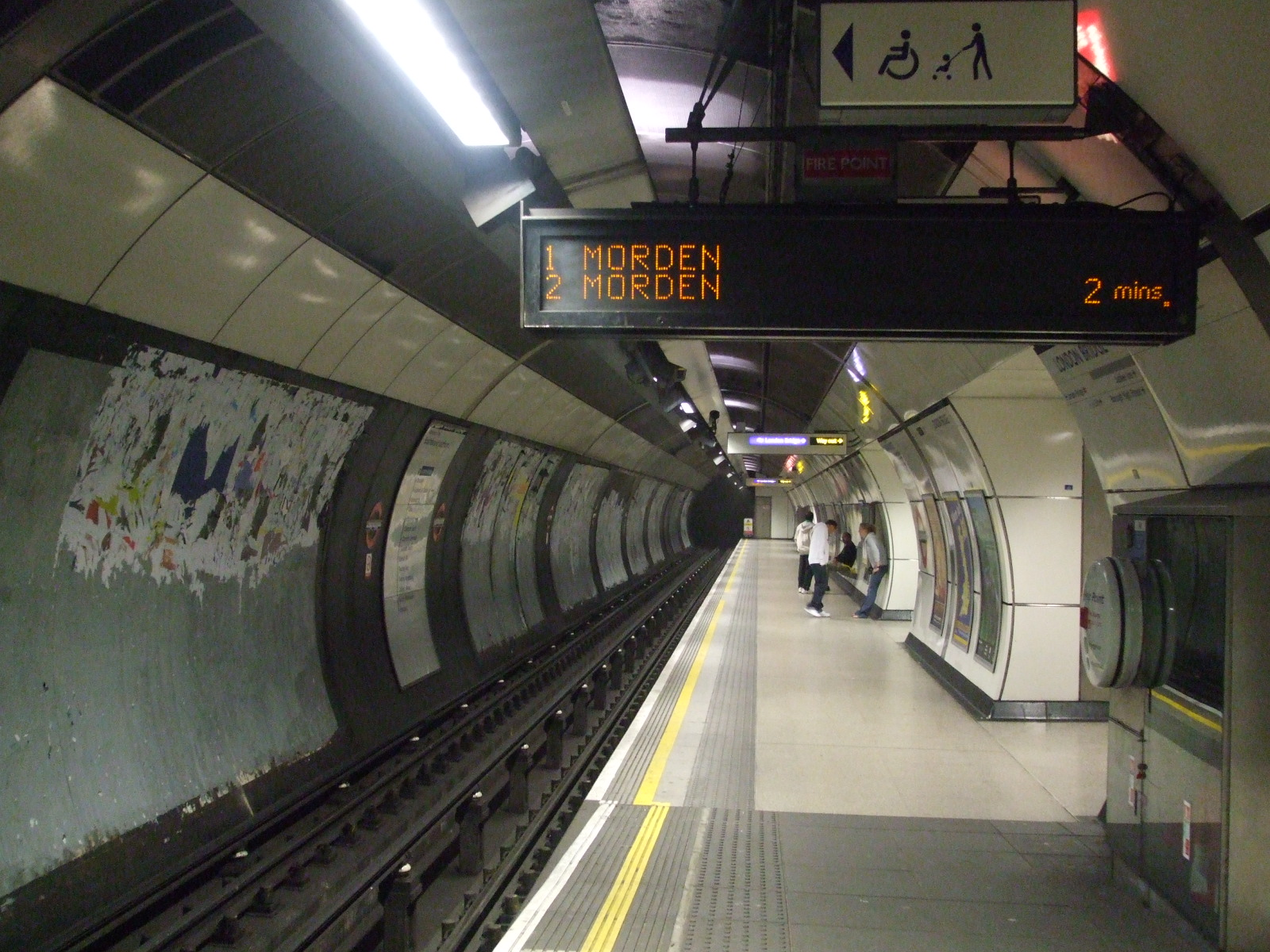
Het westelijke perron van de Northern Line
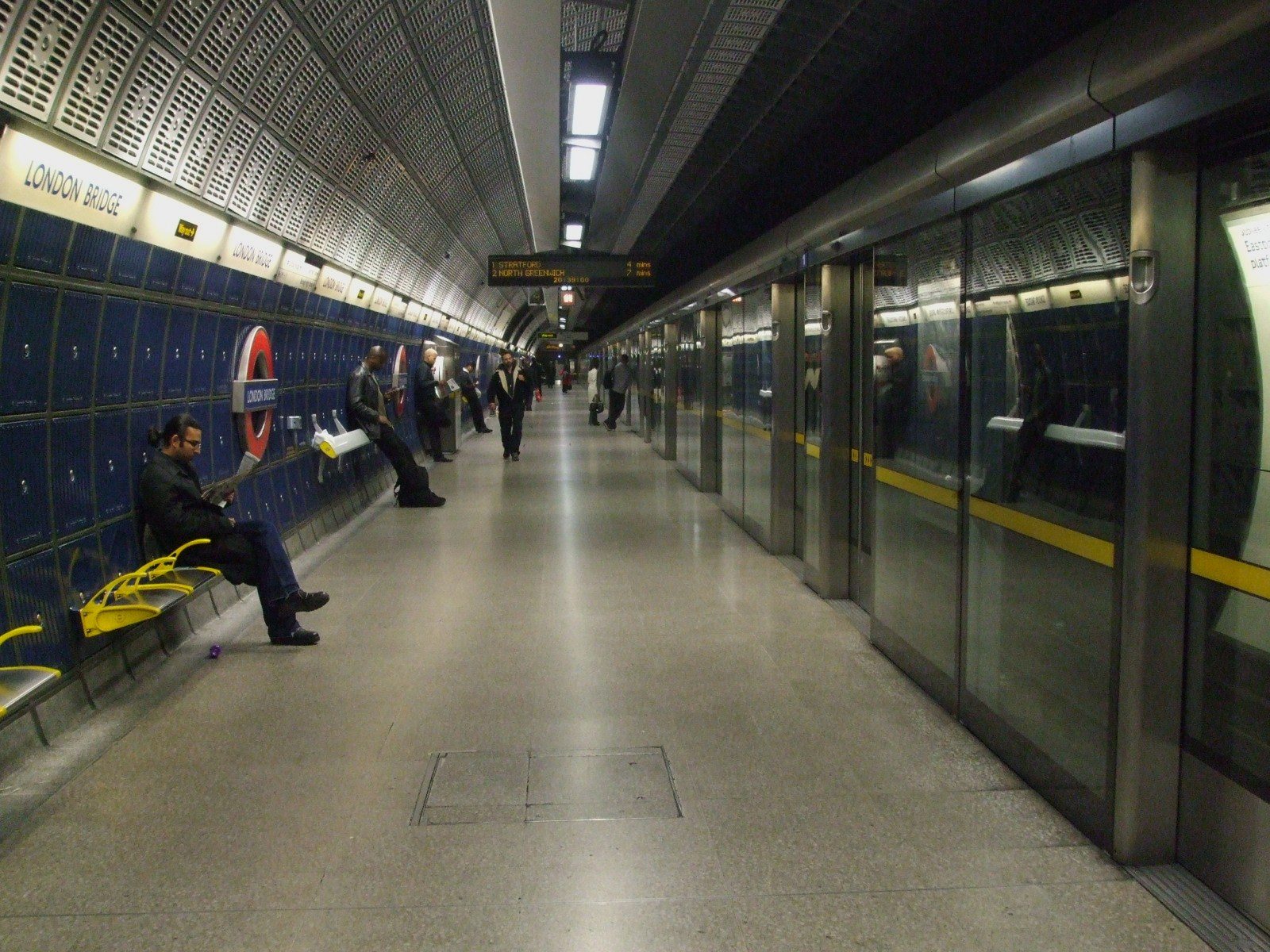
Het noordelijke perron van de Jubilee Line
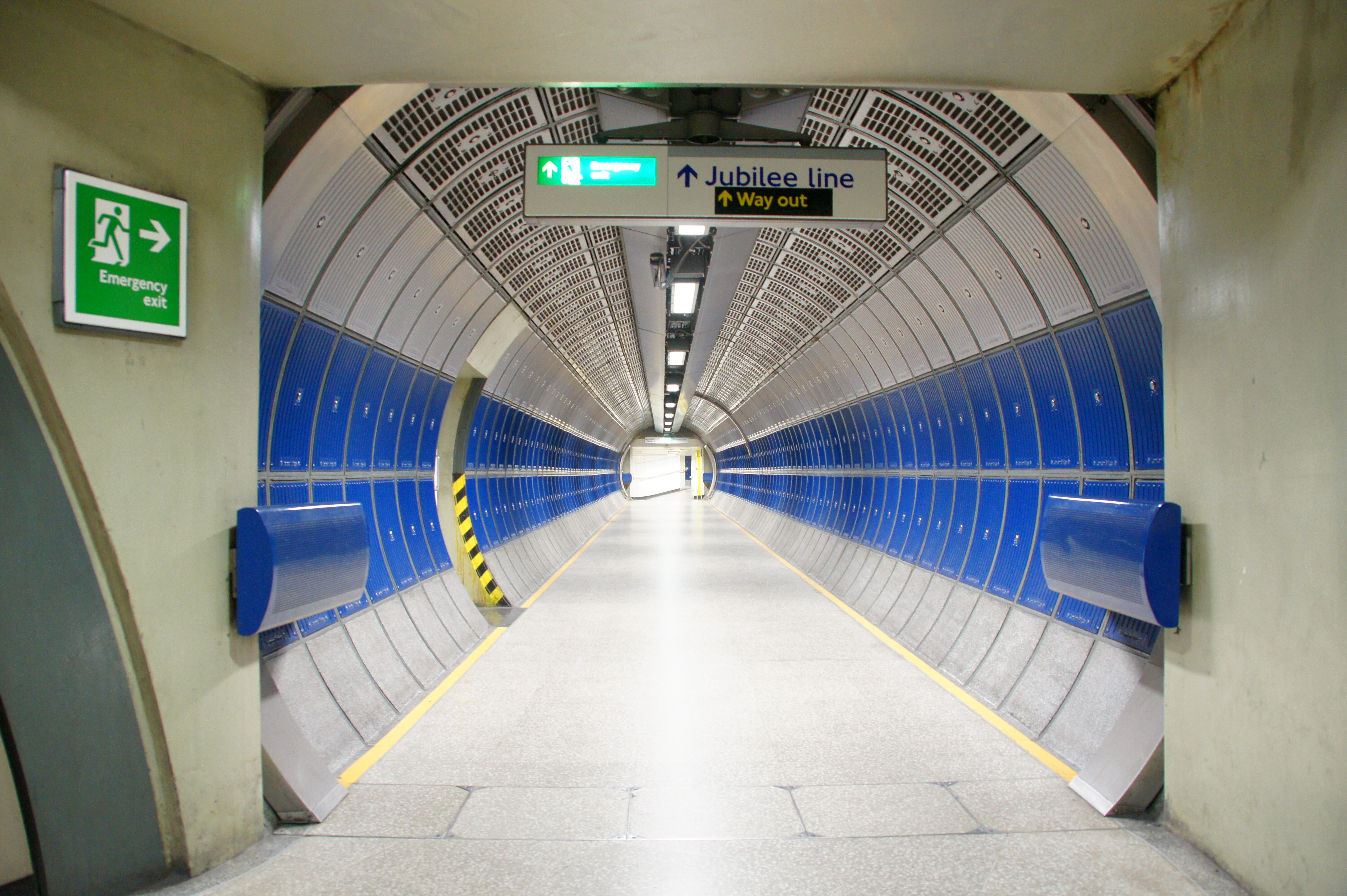
De overstaptunnel tussen beide lijnen

## Ligging en inrichting
In aansluiting op de bouw van The Shard werd het spoorwegstation gemoderniseerd en het stationsplein met het busstation werd op vrijwel dezelfde hoogte gebracht als de perrons. Joiner Street werd een geheel overdekte voetgangersstraat tussen Duke Street Hill aan de noordzijde en St. Thomas Street aan de zuidzijde. De stationshal uit 1967 is daardoor inpandig bereikbaar vanuit het spoorwegstation en omgekeerd. Achter de toegangspoortjes kunnen de reizigers aan de westkant met roltrappen naar de Northern Line, aan de zuidkant liggen roltrappen en een lift naar de Jubilee Line. Zowel bij de Northern Line als de Jubilee Line liggen de perrons in perrontunnels aan de buitenkant van een verdeelhal in het midden. Overstappers tussen beide lijnen kunnen gebruikmaken van de loopbruggen uit 1900 aan de kant van de Northern Line en een overstaptunnel naar het midden van de Jubilee Line aan de andere kant van de roltrappen uit 1967. De roltrappen tussen stationshal en Jubilee Line komen uit bij de oostkop van die verdeelhal. De westkop is daar met roltrappen verbonden met de nieuwe toegang aan Borough High Street. Deze toegang heeft tevens een roltrapverbinding met de trappen naar de tussenhal van de Northern Line. De perrons van de Jubilee Line zijn voorzien van perrondeuren. 
Stanmore ·
Canons Park ·
Queensbury ·
Kingsbury ·
Wembley Park ·
Neasden ·
Dollis Hill ·
Willesden Green ·
Kilburn ·
West Hampstead ·
Finchley Road ·
Swiss Cottage ·
St. John's Wood ·
Baker Street ·
Bond Street ·
Green Park ·
Westminster ·
Waterloo ·
Southwark ·
London Bridge ·
Bermondsey ·
Canada Water ·
Canary Wharf ·
North Greenwich ·
Canning Town ·
West Ham ·
Stratford